# Nesobasis caerulecaudata
Nesobasis caerulecaudata är en trollsländeart som beskrevs av Donnelly 1990. Nesobasis caerulecaudata ingår i släktet Nesobasis och familjen dammflicksländor. Inga underarter finns listade i Catalogue of Life.